# کلیفورد چتمن
کلیفورد چتمن (انگلیسی: Clifford Chatman) بازیکن فوتبال آمریکایی است.